# Treitz Péter
Treitz Péter (Kisszállás, 1866. november 16. – Budapest, 1935. január 13.) agrogeológus, a magyar gazdasági talajtan megalapítója.

## Életrajza
Treitz Péter 1866. november 16-án született Kisszálláson. A bécsi műegyetemen végezte tanulmányait, de abbahagyta és a magyaróvári gazdasági akadémiát végezte el. 1890-ben a Földtani Intézetbe került és mint az agrogeológiai osztály tagja megszervezte az ország agrogeológiai felvételét, melyhez németországi és főleg oroszországi, valamint balkáni tanulmányútjainak tapasztalatait is felhasználta. Munkatársaival együtt kialakított talajtérképezési módszerét  átvették a külföldi agrogeológusok is, különösen az 1909-ben Budapesten tartott első nemzetközi agrogeológiai kongresszus után, amelynek megszervezésében neki is szerepe volt.
Foglalkozott a szikes talajok javításával, tanulmányozva az ezeken való szőlő- és a dohánytermesztés lehetőségeit is. Talajtani felvételei a Földtani Intézet Évkönyveiben jelentek meg magyar és német nyelven.
Tiszteletbeli tagja volt a Nemzetközi Talajtani Társaságnak és a magyar földművelésügyi minisztérium Országos Talajjavítási Bizottságának is.

## Főbb munkái
- Szikes talajok Magyarországon (Budapest, 1898)
- Magyarország talajainak beosztása klímazónák szerint (Budapest, 1901)
- A Duna-Tisza közének agrogeológiai leírása (Budapest, 1903)
- Megfigyelések a meszes talajok és meszes talajokra alkalmas szől6fajokról (Szilágyi Jánossal, Pécs, 1905; németül Wien, 1906)
- Lessolset les changements du climat (Stockholm, 1910);
- Az agrogeológia feladatai (Budapest, 1919)
- A sós és szikes talajok természetrajza (Budapest, 1924)
- Gazdasági ásványtan és talajismeret (Budapest, 1929)